# Danilo (Šibenik)
Danilo falu Horvátországban Šibenik-Knin megyében. Közigazgatásilag Šibenikhez tartozik.

## Fekvése
Šibeniktől légvonalban 13, közúton 16 km-re keletre, Dalmácia középső részén a Daniloi-mező közepén fekszik.

## Története
Danilo és a Daniloi-mező területe a régészeti leletek tanúsága szerint már ősidők óta lakott. A mező középső részén a 20. század során, főként 1951-től a Jugoszláv Tudományos Akadémia által végzett feltárások során egy addig ismeretlen kultúra maradványai kerültek elő, melyet a leletek megtalálási helyéről danilo kultúrának neveztek el.  A kultúra az i .e. 4500 és 3900 közötti időben virágzott és a Soča-folyótól Albánia középső részéig terjedt ki. A Daniloi-mezőn erődített településük volt, mely a Danilo feletti 418 méter magas nehezen hozzáférhető magaslaton a Gradinán állt, ahonnan a mező területe könnyen ellenőrizhető volt. Erődített település állt a biranji Szent György templom dombján is. Ezeken a helyeken mindmáig láthatók a szárazon rakott falak és a mindennapi életről tanúskodó számos kerámiatöredék is található. Az  i. e. 2. századtól a Római Birodalom hódította meg az Adria keleti partvidékét, mely társadalmi és gazdasági fejlődéséhez vezetett. A Gradinán állt Ridita illír közössége fokozatosan romanizálódott, idővel a magaslat lábához költözött és létrehozta Rider városát, melynek Claudius császár municipiumi rangot adott és attól fogva a „Municipium Riditarum” nevet viselte. Feltételezhető, hogy a kereszténység terjedésével Rider püspökség székhelye lett. Erről tanúskodik egy Milánóból származó feljegyzés mely püspökét „Riditionis Episcopus” néven említi. A régészeti feltárások során ebből a korszakból számos épületmaradvány került elő, köztük fűtőrendszerrel rendelkező római villák, valamint gabona, bor és olaj tárolására szolgáló gazdasági épületek. A legrégibb keresztény szakrális épület maradványa a daniloi Stari Šematorij nevű helyről került elő. Az 1. századra Rider a Scardona és Salona közötti térség legfontosabb közlekedési csomópontja lett. Ridert valószínűleg az 5. században rombolta le a népvándorlás vihara, majd a 7. században szláv törzsek, a mai horvátok ősei települtek le ezen a vidéken. Erről tanúskodik egy négyszáz sírből álló kora középkori ószláv temető, melyet a Danilo-mezőn tártak fel. A keresztény hitre tért szlávok később újjáépítették az ősi keresztény templomokat. Így a daniloi Szent Dániel templom is egy kora keresztény templom alapjaira épült. A régészeti feltárásoknak köszönhetően a folyamatos élet nyomai a 9. századtól egészen a késő középkorig végigkövethetők. A korszak legfontosabb régészeti lelőhelyei Šematorij, Eraci és Luguše középkori temetői, melyekből számos ékszer, ruhamaradvány, fegyver és használati tárgy került elő. Ugyancsak fontos lelőhelyek a biranji Szent György templom és a Maglovo dombja közelében állt Szent Péter templom maradványai.
A Daniloi-mező településeiről ezután a 13. századból a šibeniki püspökség alapításának idejéből származnak az első hiteles adatok. Eszerint a mező területén ebbne az időben Mokro, Biranj,
Orišje és Striševo települések álltak. Ezen falvak a 16. század első felében a török hódítás idején pusztultak el. A daniloi plébániát a šibeniki püspökség alapításakor 1298-ban említik először. A török 1522-ben foglalta el a mező területét és a 17. század végéig uralma alatt maradt. A török uralom idején 1537-től a Klisszai szandzsák része volt. A Zagora területével együtt 1684 és 1699 között a moreiai háború során szabadult fel végleg a török uralom alól. Ekkor települt be területe az új lakossággal, akik földműveléssel és szőlőműveléssel foglalkoztak. A török által lerombolt plébániatemplomot a 17. században újjáépítették. A település 1797-ben a Velencei Köztársaság megszűnésével a Habsburg Birodalom része lett. 1806-ban Napóleon csapatai foglalták el és 1813-ig francia uralom alatt állt. Napóleon bukása után ismét Habsburg uralom következett, mely az első világháború végéig tartott. A falunak 1857-ben 432, 1910-ben 580 lakosa volt. Az első világháború után rövid ideig az Olasz Királyság, ezután a Szerb-Horvát-Szlovén Királyság, majd Jugoszlávia része lett. Lakossága mezőgazdaságból, szőlőtermesztésből élt. A délszláv háború során a település mindvégig horvát kézen volt. 2011-ben 376 lakosa volt.

## Lakosság
| Lakosság változása | Lakosság változása | Lakosság változása | Lakosság változása | Lakosság változása | Lakosság változása | Lakosság változása | Lakosság változása | Lakosság változása | Lakosság változása | Lakosság változása | Lakosság változása | Lakosság változása | Lakosság változása | Lakosság változása | Lakosság változása |
| ------------------ | ------------------ | ------------------ | ------------------ | ------------------ | ------------------ | ------------------ | ------------------ | ------------------ | ------------------ | ------------------ | ------------------ | ------------------ | ------------------ | ------------------ | ------------------ |
| 1857               | 1869               | 1880               | 1890               | 1900               | 1910               | 1921               | 1931               | 1948               | 1953               | 1961               | 1971               | 1981               | 1991               | 2001               | 2011               |
| 432                | 472                | 435                | 316                | 405                | 580                | 920                | 1.084              | 789                | 849                | 838                | 770                | 622                | 508                | 417                | 376                |

## Nevezetességei
Szent Dániel próféta tiszteletére szentelt római katolikus plébániatemploma egy kis kora keresztény templom alapjaira épült. Közelében egy 5. századi ókeresztény bazilika maradványai találhatók. A középkori falu is erről az ősi templomról kapta a nevét. A templomot és a plébániát 1298-ban említik először. Patrónusai az ősi šibeniki nemesi család a Šimunićok voltak, majd 1438-tól említik azt a testvériséget amely a templom gondját viselte. Egy a šibeniki múzeumban őrzött 1562-es tervrajz szerint homlokzatán egykor nagyméretű harangtorony állt. A templomot 1566-ban lerombolta a török, de a 17. században már biztosan újjáépítették. A templom négyszög alaprajzú épület apszissal. Homlokzatán a bejárat mellett két kisebb ablak, felette nyolcágú rozetta látható. Efelett áll a pengefalú harangtorony két haranggal. Főoltára márványból készült, rajta Dániel prófétát ábrázoló festmény látható, melyet  B. Buljević atya restaurált. A templomhajóban fából faragott aranyozott Szűz Mária oltár áll. A hajó falán régi feszület látható. 2005-ben új márvány padozatot és fémvázas faburkolatú kórust építettek. A templom körül temető található. A daniloi plébániát 1956-ban alapították újra, Biranj, Kraljice és Slivno falvak is ide tartoznak.
A Szent Dániel-templomtól nyugatra és keletre cinterem és temető maradványai találhatók. Danilo területe az őskortól kezdve lakott volt. A vaskor idején a Danilo feletti Gradina volt a központi település, egyúttal a dalmát Ridita törzs központja. A római korban a riditák itteni települése municipiumi rangot kapott (Municipium Riditarum) szerzett, amelyet feliratos emlékek egész sora jelez, megemlítve a ridita decurionokat és duovirokat. Amint azt a Ravennai Anonymus is említi a település élete késő ókorban is folytatódott. 533-ban a salonai egyházi zsinaton a salonai egyházmegye része lett. A Danilo rendszeres régészeti feltárása 1958 óta folyik. Az ókori réteget, a késő ókori és középkori rétegek alatt, részben beépítve találták meg. Az ókori építészeti leletek feltárásakor, sőt a mai napig sem határozták meg a római település határait és alapvető szerkezetét. A templom melletti régi cinterem helyén megtalálták az ókori városi villán belüli 1. és 2. századi fűtési rendszer (hipokauszt) maradványait. Az ókeresztény korban a római épületeken átalakítások történtek, és az egykori fürdő helyén egy kisebb, temető jellegű szakrális épület létesült. Az egykori villától délnyugatra egy késő ókori villa rusticát is feltártak, ahol 1971-ben konzerválási munkákat végeztek,majd 1999-ben a Szent Dániel templomtól délkeletre, a mezőgazdasági munkálatok során egy másik római gazdasági épület alagsori maradványait fedezték fel. Ebben két medencét (olaj és bor tárolásához) találtak, mozaiktechnikával készült padlóval és kenyérsütővel. A régi cinteremnél felfedezett luxus lakóépület fűtési részét a késő ókori korszakban, a 4. század végén vagy az 5. század elején oratóriummá alakították át, majd az oratóriumot templommá építettét át mellette temetővel. Itt mintegy 30 késő ókori temetkezést azonosítottak. Az egyik szarkofág a templomtól délre, a falazatban található. A temetések a középkorban folytatódtak, amikor az ókeresztény egyház keleti falához egy apszissal ellátott kápolna épült. A helyszínen körülbelül 370 középkori sír található, többnyire szabályos kelet-nyugati tájolással. A leletek alapján a temető a 9. századtól a késő középkorig (numizmatikai leletek a 14. század közepétől vannak) működött. A leletek közül Kiemelkednek a 9. századi buzet-žminj és karantan-ketla típusú fülbevalók, valamint a 9. és 11. századból származó különféle gyűrűk, valamint a 9. és a 11. század közötti gyűrűs fülbevalók.